# Марокканська кухня
Марокканська кухня — вважається однією з найрізноманітніших. Маври чимало вплинули на кухню Південної Європи використанням екзотичних фруктів, кулінарними прийомами й архітектурою. У свою чергу на кухню Марокко вплинули багато культур, включаючи арабську, єврейську і французьку.
Кухня Марокко — це баланс простоти і декадансу, що залежить від сезону. Популярна баранина, яловичина, курка та верблюжатина. Основне джерело вуглеводів — кускус, хліба, рис і бобові, також багато вживають коренеплодів, зелені і сезонних фруктів.

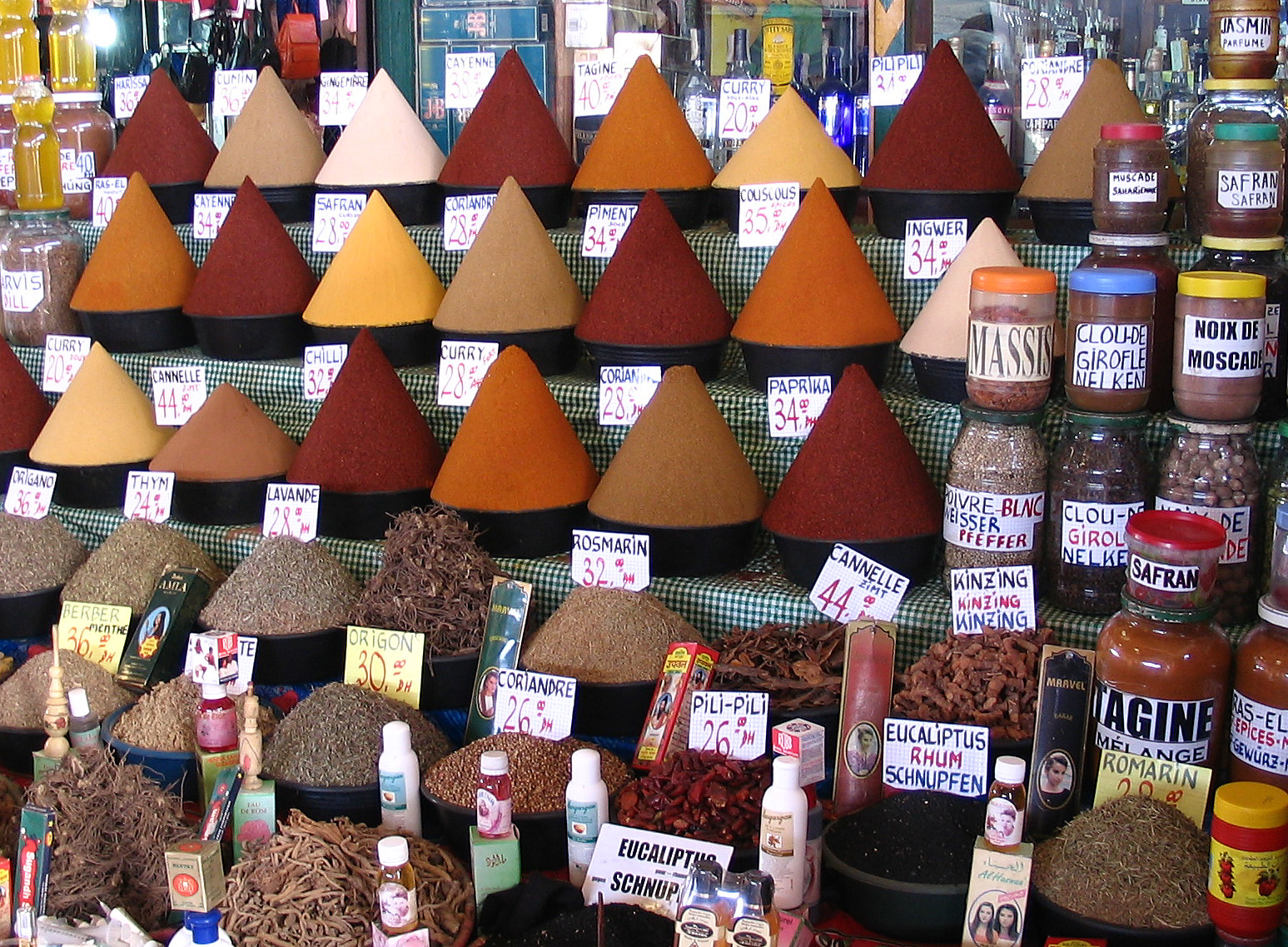
спеції

Страви в Марокканській кухні готуються повільно й акуратно, їх приправляють спеціями (найчастіше дуже сильно) і свіжими травами. Наскільки повна контрастів країна, настільки й багата ними і її національна кухня, тому в одній страві часто зустрічаються і солодке, і солоне, і гостре. М'ясні страви часто приправляють сухофруктами чи свіжими фруктами. У число найпопулярніших національних страв входять таджин з м'ясом і айвою (tagin — так називаються як каструля, так і спосіб приготування страв), баранина з фініками, курагою чи чорносливом та баранина з кедровими горішками та родзинками.
На стіл зазвичай подається великий вибір страв, і звичай вимагає, щоб гості підкреслено одержували задоволення від їжі. На традиційному обіді не заведено подавати на стіл столові прилади й усе належить їсти за допомогою великого, вказівного і середнього пальців правої руки.
На початку обіду часто подають чашу з гарячою водою з легким ароматом трояндової води для миття рук. Іноді спочатку подають суп; марокканські традиційні супи дуже густі і ситні. Харіра (harira) — суп з баранини з коріандром й бобами, що подають першим по закінченню посту Рамадан і чорба (англ. chorba) — злегка-пряний курячий бульйон.
Також на початку трапези подають запечене м'ясо, часто баранину. Пастілла (англ. pastilla) — традиційна страва для великих свят, наприклад, для весілля чи для зустрічі важливого гостя. Це складна страва складається з м'яса голубів, яєць, відварених вкруту, і мигдалю, прокладених між шарами традиційного дуже тонкого марокканського тіста, ouarka. Зверху страву посипають великою кількістю цукрової пудри та, іноді, кориці. Говорять, що чим більше шарів м'яса і тіста в пастіллі, тим більше пошановується гість.
Часто на початку обіду подають традиційний сезонний таджин, наприклад, таджин з яловичини, родзинок і кедрових горішків. Кускус звичайно подають наприкінці обіду, але в неформальній обстановці його подають на гарнір до таджину. Кускус — це зернятка манної крупи — один з основних інгредієнтів марокканської кухні. Зернятка обвалюються в маслиновій олії, потім розбавляються рідиною з таджина і готуються на пару — в решті виходить розсипчастий і ароматний кускус. Цю страву завжди подають гарячою — холодний кускус популярний лише за кордоном. Під час обіду по колу передають домашній хліб ксра (ksra) з маленькими вазочками солі і кмину.
Завершують обід сезонні фрукти і солодкі пиріжки з начинками, включаючи мед, горіхи, корицю, кунжут і насіння фенхеля. Подають солодкий м'ятний чай, що готується з зеленого чаю зі свіжою м'ятою і великою кількістю цукру — прекрасний засіб для поліпшення травлення наприкінці ситної трапези. Хоча Марокко робить вино, мусульманська культура забороняє вживання алкоголю, тому його рідко подають за обідом.

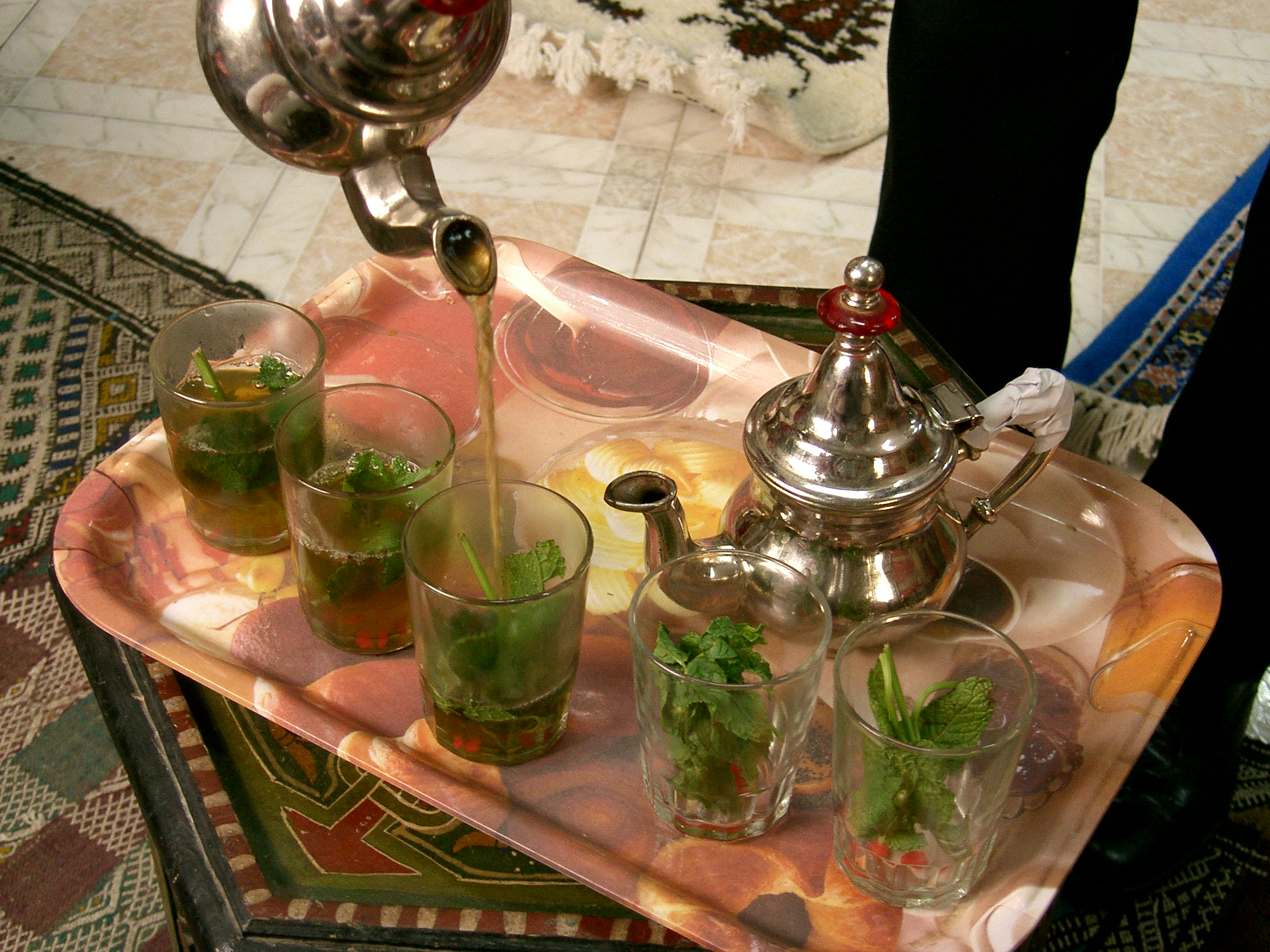
М'ятний чай – найважливіший напій у Марокко.
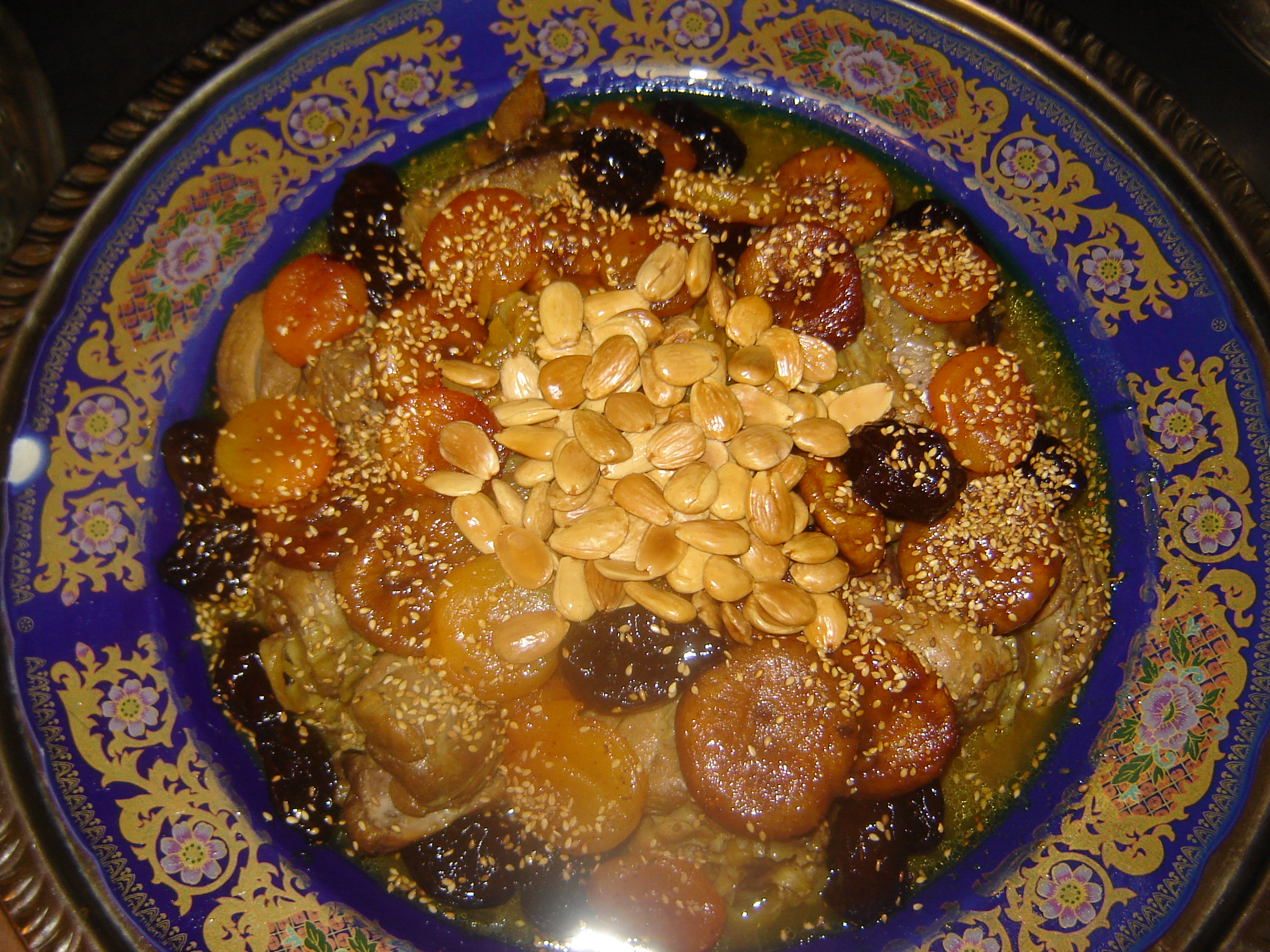
М'ясо по-марокканськи, тушковане з сухофруктами та посипане мигдалем
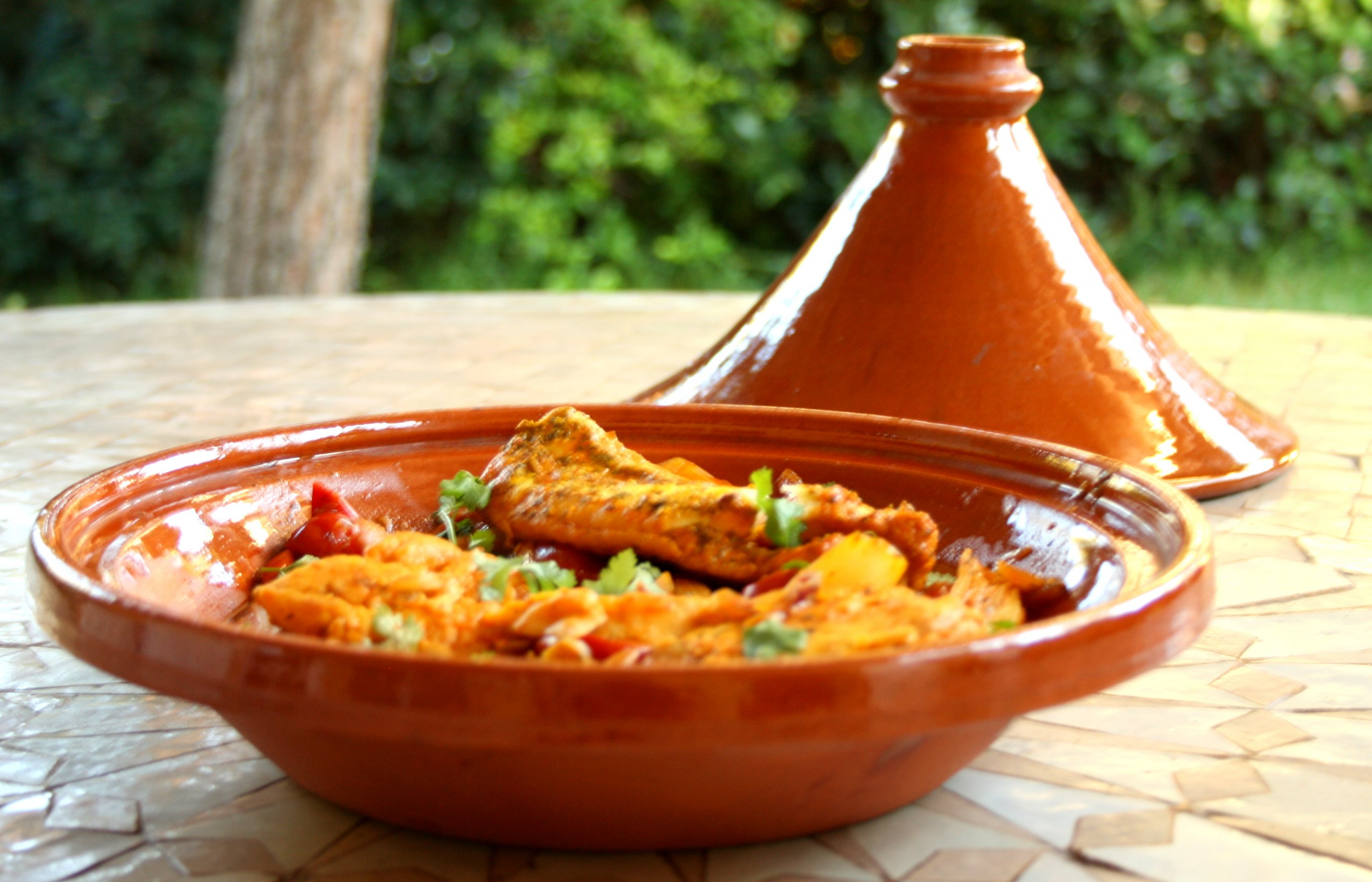
Марокканський таджин